# Kaškatau
Kaškatau (in russo Кашхатау?; in lingua caraciai-balcara Къашхатау; in lingua cabarda Къашхьэтау) è un villaggio della Russia, situato in Cabardino-Balcaria. Appartiene al rajon Čerekskij del quale è il centro amministrativo.
Si trova sulla riva sinistra del fiume Čerek, 35 chilometri a sud-est della città di Nal'čik.